# 3001 (álbum de Rita Lee)
3001 é o 18º álbum da cantora brasileira Rita Lee, lançado em 17 de julho de 2000.  O disco possui um som mais puro em termos de rock, mas vem com uma adição de instrumentos eletrônicos. Tão roqueiro quanto alto astral, o disco – reconhece a cantora – é fruto de um momento de grande entusiasmo em sua vida: "Ele está paz e amor pra nenhuma hippie como eu botar defeito!"
Eletrônica e psicodélica, a faixa que batiza o lançamento marca a retomada da parceria com Tom Zé – a ideia de 3001 foi sugerida por Rita no encontro que os dois tiveram num show da MTV que reuniu no palco alguns dos tropicalistas. Ela pediu a Tom para escrever uma letra que fosse a continuação de 2001 (gravada pelos Mutantes no final da década de 60). A cantora explica:
"Foi preciso ter existido o astronauta libertado do 2001 mostrando o caminho das estrelas para que a raça humana pudesse vislumbrar sua quase impossível sobrevivência no universo do quarto milênio. Também foi preciso que em 3001 algum controle do tempo revertesse o calendário e mergulhasse mil anos (...) para saber como foi que o astronauta libertado desencadeou o sonho que não acabou."
Rita admite que o futuro – ou seja, hoje em dia – não é bem como ela vislumbrava na época em que o clássico tropicalista foi composto: "Imaginava que em 2001 já estaria passando minhas férias em Vênus usando a tecnologia da era Jetsons... Viajei legal na maionese pois eis-me aqui ainda às voltas com Malufs e Pittas... Mas meu astronauta libertado há viver ad infinitum."
Considerado uma "máquina do tempo musical", 3001 foi nomeado como o "Melhor Disco de Rock" no Grammy Latino de 2001.

## Turnê
Os shows de 3001 foram cheios de novidades. Foram incluídas músicas que estavam fora do repertório nos shows. Os velhos sucessos não ficaram de fora, porém. Segundo a cantora: 
"Há músicas que quase nunca foram tocadas ao vivo, algumas pérolas tipo Lado B de todos os discos que gravei ao longo desses 33 anos de estrada e que foram muitas vezes ofuscadas pelas músicas que mais fizeram sucesso, como O Futuro me Absolve, da era Tutti Frutti – uma música bacanuda com uma letra atualíssima que nunca cantei ao vivo Entendo que o público também gosta de ouvir os hits e faremos alguns deles com arranjos mais oxigenados."
O show se tornou tambem um especial de fim de ano na Rede Bandeirantes. O show apresentou vários hits do novo disco como Você Vem, Erva Venenosa e O Amor Em Pedaços. O especial 3001 contou com as participações de Caetano Veloso, Zélia Duncan, Paula Toller e Pato Fu.

## Singles
- "Erva Venenosa"
- "Pagu" (com Zélia Duncan)
- "O Amor em Pedaços" (com Pato Fu)

Erva Venenosa foi o hit do álbum que emplacou nas paradas do Brasil e já foi incluída nas trilhas sonoras de cinco telenovelas brasileiras. Pagu tambem recebeu espaço nas rádios. A música foi mais popularizada quando a cantora Maria Rita regravou com um estilo mais jazz. O último single, O Amor Em Pedaços, entrou para a lista de músicas que mais receberam "airplay" no ano de 2000. 

## Faixas
| N.º | Título                                     | Compositor(es)                                   | Duração |  |
| 1.  | "3001"                                     | Rita Lee Roberto de Carvalho Tom Zé              | 5:26    |  |
| 2.  | "2001"                                     | Lee Zé                                           | 4:30    |  |
| 3.  | "Você Vem"                                 | Lee de Carvalho                                  | 4:29    |  |
| 4.  | "Erva Venenosa (Poison Ivy)"               | Jerry Leiber Mike Stoller Rossini Pinto (versão) | 3:58    |  |
| 5.  | "Mentiras"                                 | de Carvalho                                      | 3:20    |  |
| 6.  | "Rebeldade"                                | Lee Beto Lee                                     | 2:39    |  |
| 7.  | "Pagu" (Participação Zélia Duncan)         | Lee Zélia Duncan                                 | 3:54    |  |
| 8.  | "O Amor em Pedaços" (Participação Pato Fu) | Fernanda Takai John Ulhoa                        | 4:35    |  |
| 9.  | "Cobra"                                    | Lee de Carvalho                                  | 4:14    |  |
| 10. | "Entre Sem Bater"                          | Lee                                              | 3:58    |  |
| 11. | "Aviso aos Meliantes"                      | Itamar Assumpção de Carvalho                     | 4:38    |  |
| 12. | "História Sem Fim"                         | Lee de Carvalho                                  | 4:20    |  |

## Recepção
Com os sucessos "Erva Venenosa", "Pagu" e "O Amor em Pedaços", Lee ganhou no ano, disco de ouro por mais de 100 mil cópias vendidas. 